# IX Brigada Aérea

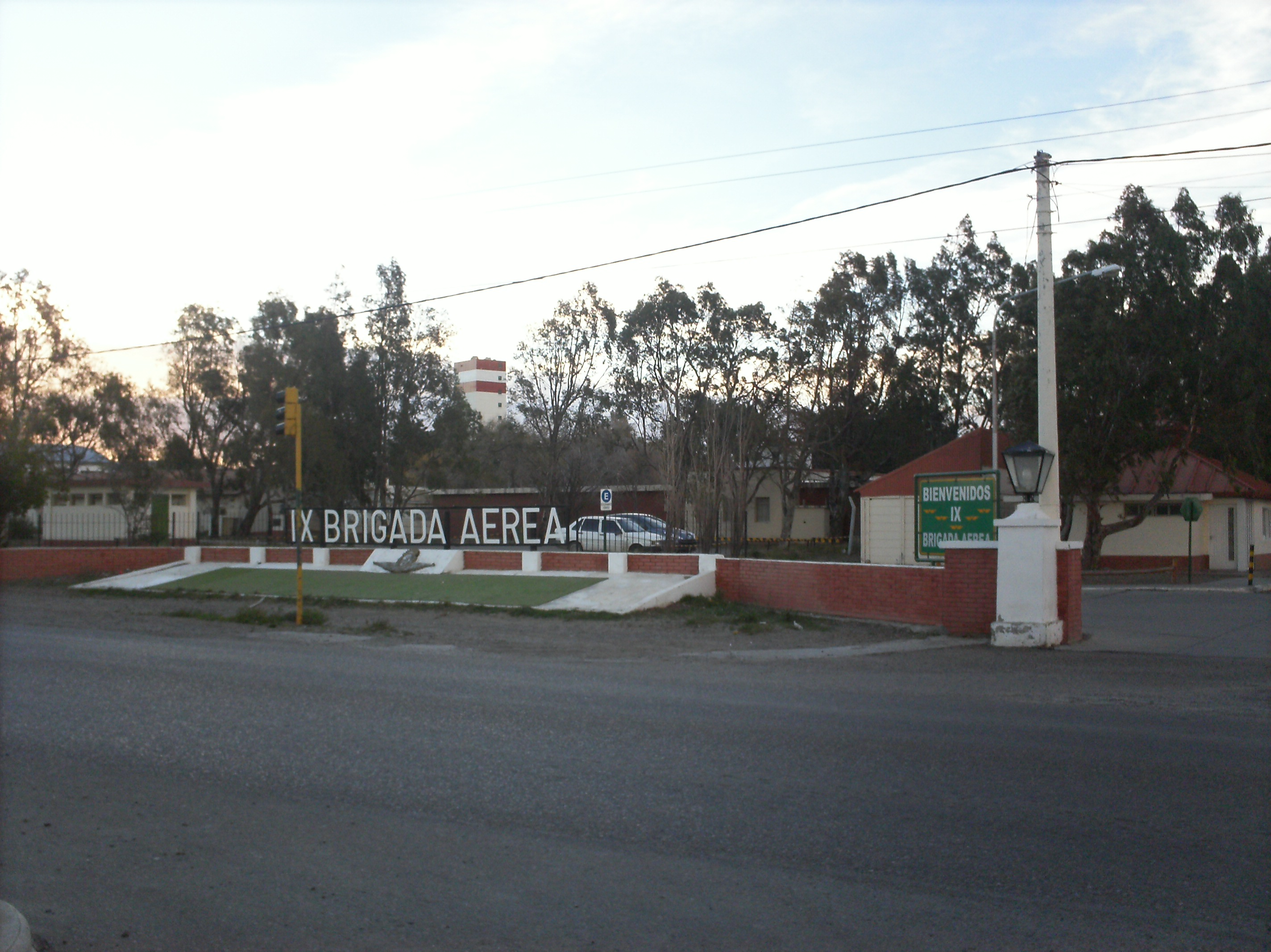
La brigada aérea desde la avenida que la conecta con el aeropuerto.

La IX Brigada Aérea es una unidad de la Fuerza Aérea Argentina creada en 1975 con asiento en Comodoro Rivadavia. Su principal tarea es transporte de carga y personal, enlace y búsqueda y rescate (ByR). Sus medios prestan apoyo a las campañas antárticas.

## Medios
| Grupo Aéreo 9          | Grupo Aéreo 9             |
| Unidad                 | Medios                    |
| ---------------------- | ------------------------- |
| Escuadrón VI           | Saab SF-340B/SF-340B+ (5) |
| Escuadrón de Servicios | Cessna C-182              |

- Escuadrón VII, asignado a la X Brigada Aérea en 2022

## Historia
Creada el 9 de diciembre de 1975 al promover la jerarquía del Destacamento Aeronáutico Militar Comodoro Rivadavia a brigada aérea con una dotación permanente de aviones.
Entre 1981 y 1991 tuvo aviones FMA IA-58 Pucará, en el Escuadrón IV de Ataque.

### Guerra de las Malvinas
La IX Brigada Aérea desempeñó un papel importante en la guerra de las Malvinas. Comodoro Rivadavia fue una de las cinco bases que la Fuerza Aérea Sur (FAS) utilizó para combatir contra el Reino Unido durante la guerra de las Malvinas de 1982.
En la Guarnición Aérea se estableció el Comando de la FAS. Además, se instalaron las unidades listadas a continuación:
- Grupo 1 de Transporte Aéreo. Dotación: C-130H y KC-130H Hercules.
- Grupo 1 de Exploración y Reconocimiento. Dotación: F27.[9]
- Escuadrón Fénix. Dotación: Learjet 35, Mitsubishi MU-2.[10]
- Un escuadrón del Grupo 8 de Caza. Dotación: Mirage IIIEA.

Durante la Operación Rosario el Escuadrón I C-130 y el Escuadrón II operaron desde CRV. Los Hercules trasladaron efectivos del Regimiento de Infantería 25 del Ejército Argentino.
El 22 de mayo el radar detectó tres posibles helicópteros enemigos con rumbo al continente. Salió dos veces el Pucará A-558, piloteado por el teniente Miguel Filipanics. El aviador informó que al verlos apagaron sus luces de posición.

## Actualidad
La FAA ha trasladado el CEPAT a la II Brigada Aérea de Paraná, donde forma el Escuadrón Beechcraft TC-12B Huron desde 2022. La dotación de aviones Twin Otter abandona la IX Brigada Aérea y se agrega a la X Brigada Aérea de Río Gallegos. La brigada aérea de Comodoro Rivadavia continúa con una dotación de Saab SF-340B.
En 2024 un SF-340B cumple un hito al aterrizar por primera vez en la Base Marambio, Antártida. Los Saab comienzan de esta manera a operar en el continente blanco para relevar a los C-130 del traslado de personal. Operarán en Marambio y Petrel.

## Homenajes
El 18 de septiembre de 2015 la Fuerza Aérea Argentina inauguró la Sala Histórica Malvinas en el lugar donde funcionara el Puesto de Comando de la Fuerza Aérea Sur. La municipalidad de Comodoro Rivadavia declaró de Interés Municipal a la sala.

## Estructura orgánica
- IX Brigada Aérea (IX BA). Guar Ae Comodoro Rivadavia (Comodoro Rivadavia, CT).[21][22][23]
  - Grupo Aéreo 9 (GA9). Guar Ae Comodoro Rivadavia (Comodoro Rivadavia, CT).
  - Grupo Técnico 9 (GT9). Guar Ae Comodoro Rivadavia (Comodoro Rivadavia, CT).
  - Grupo Base 9 (GB9). Guar Ae Comodoro Rivadavia (Comodoro Rivadavia, CT).

Fuentes